# Daniel Lehmussaari
Per Daniel Lehmussaari, född 6 juli 1976 i Gällivare, är en svensk skräckfilmsregissör som bland annat gör splatterfilmer.
Han är grundare och delägare i det svenska independentbolaget Cruzical Film&Media tillsammans med producenten Mikael Stridsson och teknikern Pauli Raitaniemi.
Hans filmer är alla inspelade i och runt Gällivare. Hans filmer är av lågbudgetkaraktär och har fått ett erkännande på grund av det. 

## Filmografi i urval
| Regisserade långfilmer | Regisserade långfilmer |
| ---------------------- | ---------------------- |
| År                     | Titel                  |
| 2003                   | I Vädurens Skugga      |
| 2005                   | Death Academy          |
| 2008                   | The House of Orphans   |
| 2009                   | The Grief              |
| 2011                   | Svart Död              |
| 2023                   | Luna Project           |
| 2024                   | Dom                    |

### Musikvideor
Cold Spell - Soldiers